# Велке Капушани
Велке Капушани (на словашки: Veľké Kapušany; на унгарски: Nagykapos) е малко градче в източните равнини на Словакия, недалеч от границата с Украйна. Населението му е 9004 души (по приблизителна оценка от декември 2017 г.).

## Произход на името
Името „Kapušany“ вероятно произлиза от унгарската дума kapu, което означава „порта“.

## История
Територията на града е била уредена още от непознати времена (открития от Новокаменната епоха. От втората половина на X век след 1918 е част от Унгарското кралство. Първите писани препратки към селището произлизат от 1211 („Kapos“) и 1214 („Kopus“). Селището получава статут на „градче“ през 1430 г. Градът е било второто по големина селище в Унг и често е служело като временна или постоянна станция за мигрантите (германци, руснаци, поляци, унгарци и т.н.) от изток на запад.
На градския площад има градина с паметна плоча в чест на германците, които навлезли в Велке Капушани през 1944.

## Части на града
- Велке Капушани
- Вашковце

## Побратими градове
- Елек, Унгария